# Wu Xia
Wu Xia (武俠 Wǔ xiá) és una pel·lícula d'arts marcials de Hong Kong-xinesa de 2011 dirigida per Peter Chan, i protagonitzat per Donnie Yen, Takeshi Kaneshiro i Tang Wei. Yen també va exercir com a director d'acció de la pel·lícula. Es va estrenar el 13 de maig de 2011 al 64è Festival Internacional de Cinema de Canes a la categoria de projeccions de mitjanit.
Donnie Yen i Peter Chan van presidir l'encesa d'una cartellera de 3.591 metres quadrats per a Dragon que va batre el rècord del Llibre Guinness dels Rècords Mundials per la seva mida, un rècord que abans ostentava un cartell per a un àlbum de Michael Jackson.

## Argument
El 1917 a la Xina republicana, Liu Jinxi i la seva dona Yu són una parella normal amb dos fills, Fangzheng i Xiaotian, que viuen junts al poble de Liu, Yunnan. Un dia, dos bandolers entren al poble i intenten robar la botiga general. Liu passa per la botiga, i lluita i mata els lladres quan es tornen violents. Durant una autòpsia, el detectiu Xu Baijiu, que és enviat a investigar el cas, descobreix que un dels bandits morts era Yan Dongsheng, que es troba entre els deu fugitius més buscats pel govern. El magistrat local està content, i els seus conciutadans consideren a Liu com un heroi.
No obstant això, Xu sospita perquè no creu que Liu pugui derrotar accidentalment a un bandit tan formidable. Xu nota signes d'hemorràgia cerebral a causa d'una lesió al nervi vague de Yan Dongsheng. A partir d'aquesta i altres evidències, Xu conclou que en Liu és de fet un artista marcial altament hàbil que amaga el seu talent mitjançant una mala direcció. Investigant més, Xu descobreix la veritable identitat de Liu: Tang Long, el segon al comandament dels 72 Dimonis, un grup de guerrers cruels i assedegats de sang. Liu admet el seu passat però afirma que s'ha reformat. Xu, un advocat intransigent, no accepta que la gent pugui canviar, però es queda perplex quan Liu no aconsegueix matar-lo quan estan sols.
Xu torna immediatament a l'oficina del comtat per obtenir una ordre de detenció contra Tang Long. El magistrat retarda l'emissió de l'ordre, invocant la manca de proves mentre en realitat sol·licitava un arrabassament de Xu. Xu finalment obté els diners de la seva separada dona, que el culpa per haver provocat el suïcidi del seu pare. Després d'emetre l'ordre, el magistrat informa al Mestre dels 72 dimonis de Tang Long on es troba, amb l'esperança de rebre una recompensa. Ofès, el Mestre revela que Liu és el seu fill, i ell mata el magistrat. El Mestre envia els seus sequaços al poble de Liu per capturar Liu i arrasar el poble.
Mentre Xu i els agents van cap allà, dos sequaços arriben al poble i maten un vilatà per obligar a Liu a reconèixer la seva identitat. Liu mata un dels dos atacants i fuig. L'altre agressor, la dona del Mestre, persegueix en Liu i lluita amb ell al cobert de búfals, on és aixafada en una estampida i gairebé cau a un riu. Quan Liu intenta salvar-la, ella li diu que encara és Tang Long. Ella cau a la seva mort, i els habitants restants fugen a una fortalesa per seguretat. Els ajudants de Xu declinen salvar el poble, preferint esperar que en Liu i els 72 dimonis es matin entre ells.
Utilitzant els seus coneixements de fisiologia, Xu idea un pla per fingir la mort de Liu. No obstant això, l'enginy continua massa temps, i en Xu es veu obligat a reviure en Liu davant dels 72 dimonis, que s'han reunit per respectar el seu camarada caigut. Com a senyal de la seva dedicació, Liu es talla el braç esquerre, anunciant que ha trencat tots els llaços amb ells. Els 72 Dimonis accepten la seva declaració però li diuen que ha de parlar amb el Mestre, que l'espera a casa seva. Després d'un sopar tens en què el Mestre ha pres com a ostatge la família d'en Liu, el Mestre anuncia que permetrà que Liu deixi els 72 Dimonis, però Xiaotian (fill de Liu) ha de prendre el seu lloc.
Enfurismat, en Liu ataca el mestre amb una espasa, però el mestre utilitza qigong per protegir-se de la fulla. Xu s'infiltra a la casa a través d'una escotilla i, des de sota el terra, debilita la defensa del Mestre durant la baralla perforant-li el taló amb una agulla d'acupuntura. El Mestre incapacita a Xu i procedeix a dominar en Liu. Abans que el Mestre pugui matar en Liu, Xu ataca el Mestre amb una altra agulla d'acupuntura al coll. El Mestre fereix mortalment a Xu, però les agulles actuen com un parallamps i un cable de connexió a terra, i el Mestre és assassinat per un llamp. Amb la seva última respiració, Xu anuncia que el cas s'ha tancat. Liu torna a casa i viu una vida normal amb la seva família.

## Repartiment
- Donnie Yen com a Liu Jinxi, que en realitat és Tang Long, el fill del Mestre.
- Takeshi Kaneshiro com a Xu Baijiu, un detectiu versat en fisiologia i acupuntura. És originari del Wenjiang, Sichuan, així que parla Sichuanès.
- Tang Wei com a Yu, l'esposa de Liu Jinxi.
- Jimmy Wang com el Mestre, el líder dels 72 Dimonis i el pare de Tang Long.
- Kara Hui com a 13a senyora, l'esposa del Mestre.
- Li Xiaoran com a dona separada de Xu Baijiu
- Jiang Wu com a investigador de Xu Baijiu
- Zheng Wei com a Liu Fangzheng, el fill de Yu del seu matrimoni anterior que va ser adoptat per Liu Jinxi.
- Li Jiamin com a Liu Xiaotian, el fill de Liu Jinxi i Yu.
- Ethan Juan com el jove condemnat, que va enverinar els seus pares i va intentar matar a Xu Baijiu.
- Chun Hyn com a propietari de la taverna
- Wan To-shing com a Xu Kun, un dels 72 dimonis.
- Yu Kang com a Yan Dongsheng, buscat criminalment assassinat per Liu Jinxi.

## Producció
Wu Xia va començar com un remake de The One-Armed Swordsman, però, segons Twitch Film, aquests plans es van "abandonar ràpidament". Tot i així molts detalls de la trama estan influenciats pel clàssic dels anys 60 de Chang Cheh, fins a una aparença de veterà l'actor Jimmy Wang Yu, que va interpretar l'únic espadatxí armat a la pel·lícula original.

## Llançament
La pel·lícula va encapçalar la taquilla de la Xina i va recaptar més de 100 milions de iuans (15,6 milions de dòlars EUA) en la seva primera setmana d'estrena.

## Recepció
Justin Chang, de Variety, descriu la pel·lícula com "una fusió satisfactòria d'arts marcials d'acció i negre que fa pessigolles cerebrals del productor i director ocupat Peter Ho-sun Chan. Canalitzant el de David Cronenberg Una història de violència a través de la Xina de 1917, aquest thriller intel·ligent encara que exagerat aborda temes de la identitat, l'honor i l'instint assassí latent amb un esperit lúdic que mai no està renyit amb la seva gravetat subjacent. Maggie Lee de The Hollywood Reporter el descriu com "un entreteniment d'arts marcials estimulant que modernitza el gènere alhora que torna a emfatitzar els seus punts forts".

### Premis i nominacions
31ns Premis de Cinema de Hong Kong
- Nominada: Millor actriu (Tang Wei)
- Nominada: Millor actor secundari (Jimmy Wang)
- Nominada: Millor actriu secundària (Jimmy Wang)
- Guanyadora: Millor fotografia
- Nominada: Millor Muntatge
- Nominada: Millor direcció d'art
- Nominada: Millor Disseny de Vestuari
- Nominada: Millor Coreografia d'Acció
- Nominada: Millors efectes visuals
- Guanyadora: Millor banda sonora original
- Nominada: Millor cançó original

XLV Festival Internacional de Cinema Fantàstic de Catalunya
- Guanyadora Premi Focus Casa Asia[8]